# Open di Francia 1975
L'Open di Francia 1975 è stata la 74ª edizione degli Open di Francia di tennis, si è svolto sui campi in terra rossa dello Stade Roland Garros di Parigi, Francia, dal 2 al 15 giugno 1975.
Il singolare maschile è stato vinto dallo svedese Björn Borg, che si è imposto sull'argentino Guillermo Vilas in tre set col punteggio di 6–2, 6–3, 6–4. Il singolare femminile è stato vinto dalla statunitense Chris Evert, che ha battuto in tre set la ceca Martina Navrátilová. Nel doppio maschile si sono imposti Brian Gottfried e Raúl Ramírez. Nel doppio femminile hanno trionfato Chris Evert e Martina Navrátilová. Nel doppio misto la vittoria è andata a Fiorella Bonicelli in coppia con Thomaz Koch.

## Partecipanti uomini

### Teste di serie
| Nazionalità   | Giocatore         | Ranking | Testa di serie |
| ------------- | ----------------- | ------- | -------------- |
| Svezia        | Björn Borg        | 4       | 1              |
| Spagna        | Manuel Orantes    | 7       | 2              |
| Romania       | Ilie Năstase      | 6       | 3              |
| Argentina     | Guillermo Vilas   | 3       | 4              |
| Stati Uniti   | Roscoe Tanner     | 13      | 5              |
| Australia     | John Alexander    | 11      | 6              |
| Messico       | Raúl Ramírez      | 16      | 7              |
| Stati Uniti   | Harold Solomon    | 15      | 8              |
| Russia        | Alex Metreveli    | 22      | 9              |
| Stati Uniti   | Eddie Dibbs       | 29      | 10             |
| Cile          | Jaime Fillol      | 26      | 11             |
| Francia       | François Jauffret | 28      | 12             |
| Stati Uniti   | Brian Gottfried   | 24      | 13             |
| Rep. Ceca     | Jan Kodeš         | 19      | 14             |
| Stati Uniti   | Stan Smith        | 12      | 15             |
| Nuova Zelanda | Onny Parun        | 20      | 16             |

### Altri partecipanti
I seguenti giocatori sono passati dalle qualificazioni:

- Ricardo Cano
- Carlos Kirmayr
- Martin Robinson
- Ulrich Marten
- Juan Ignacio Muntanola
- Armistead Neely
- Anatolij Volkov
- Toma Ovici
- Szabolcz Baranyi
- Luis Borfiga
- Patrice Beust
- Jose Castanon
- Piero Toci
- Jean Claude Barclay
- Ionel Santeiu
- Jacek Niedzwiedzki
- Miguel Mir
- Robert Rheinberger
- Ramiro Benavides
- Jorge Andrew

## Seniors

### Singolare maschile
Björn Borg ha battuto in finale  Guillermo Vilas con il punteggio di 6–2, 6–3, 6–4.

### Singolare femminile
Chris Evert ha battuto in finale  Martina Navrátilová con il punteggio di 2–6, 6–2, 6–1.

### Doppio maschile
Brian Gottfried /  Raúl Ramírez hanno battuto in finale  John Alexander /  Phil Dent con il punteggio di 6–2, 2–6, 6–2, 6–4.

### Doppio Femminile
Chris Evert /  Martina Navrátilová hanno battuto in finale  Julie Anthony /  Ol'ga Morozova con il punteggio di 6–3, 6–2.

### Doppio Misto
Fiorella Bonicelli /  Thomaz Koch hanno battuto in finale  Pam Teeguarden /  Jaime Fillol con il punteggio di 6–4, 7–6.